# Свети Димитър (Цапарево)
Вижте пояснителната страница за други значения на Свети Димитър.
„Свети Димитър“ е възрожденска църква в светиврачкото село Цапарево, България, част от Неврокопската епархия на Българската православна църква. Обявена е за паметник на културата.

## Архитектура
Църквата е построена през 1847 година в центъра на селото. Храмът е полувкопан, а камбанарията е отделна постройка. В архитектурно отношение представлява трикорабна псевдобазилика, като апсидата ѝ отвън е слабо издадена. Храмът има размери 14 m дължина и 12 m ширина, като от юг и запад има с открит притвор.
В интериора таваните на трите кораба са дъсчени и апликирани. Ценни са трите трите слънца на северния кораб и стенописът „Христос Вседържител“ в централния кораб. Изписана е и апсидната ниша. Запазени са няколко ковани свещника и сребърен потир. На иконостаса има 35 икона, като повечето са рисувани през 1894 година, а 6 са от XVІІ век.
В 1902 година в храма е осветено знамето на горноджумайските въстаници.